# Frühe Haferschmiele
Die Frühe Haferschmiele (Aira praecox) ist eine Pflanzenart aus der Gattung der Haferschmielen (Aira) innerhalb der Familie der Süßgräser (Poaceae).

## Beschreibung

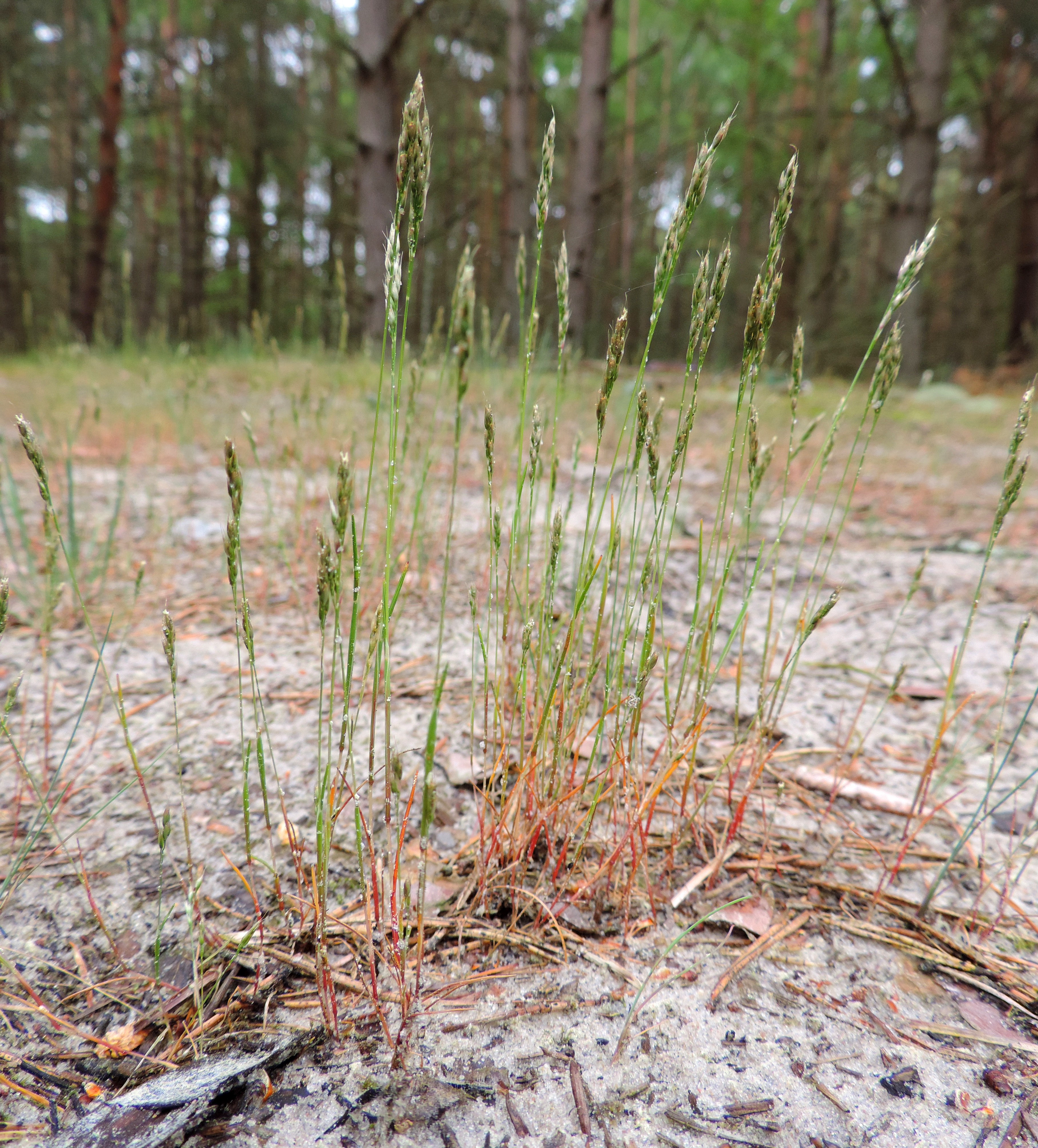
Frühe Haferschmiele (Aira praecox)

### Vegetative Merkmale
Die Frühe Haferschmiele ist einjährig, wächst horstig oder mit einzelnen Halmen und wird 3 bis 20 Zentimeter hoch. Die Halme wachsen aufrecht oder gekniet-aufsteigend und besitzen 2 bis 3 Knoten. Sie sind glatt oder unter den Knoten rau. Die Blattscheiden sind gerieft, glatt und kahl. Die kahlen Blattspreiten sind borstlich eingerollt, bis 5 Zentimeter lang und 0,3 bis 0,5 Millimeter breit. Das Blatthäutchen ist saumförmig und 1 bis 3 Millimeter lang. 

### Generative Merkmale
Die Rispe ist ährenförmig zusammengezogen, 0,5 bis 3 (bis 5) Zentimeter lang und 3 bis 8 Millimeter breit und besteht aus 2 bis 3,6 Millimeter langen, zweiblütigen Ährchen. Die Seitenäste der Rispe sind bis 1 Zentimeter lang und liegen der dünne, rauen Hauptachse an. Die Hüllspelzen sind 2,5 bis 3,5 Millimeter lang. Die Deckspelzen sind 2,4 bis 3,2 Millimeter lang und auf dem Rücken im untersten Drittel begrannt. Die Rückengranne der Deckspelze ist 3 bis 4,5 mm lang. Die Vorspelzen sind am oberen Ende abgerundet, glatt und kahl. Die Staubbeutel sind 0,2 bis 0,4 Millimeter lang. 
Die Pflanze blüht im Mai und Juni. 
Die Chromosomenzahl beträgt 2n = 14.

## Vorkommen
Das natürliche Vorkommen der Frühen Haferschmiele ist auf das Gebiet Europas bis zur nordwestlichen Türkei und Makaronesien beschränkt. In zahlreichen anderen Ländern wie in Nordamerika und Neuseeland ist sie ein Neophyt. Sie fehlt in Europa in Österreich, Slowenien, Slowakei, Ungarn, auf der Balkan-Halbinsel mit Ausnahme von Kroatien, Rumänien, Bulgarien, der Ukraine, Belarus, Lettland, Estland, Island, im europäischen Russland und im europäischen Teil der Türkei. In Finnland kommt sie eingeschleppt vor.
Die Frühe Haferschmiele besiedelt vor allem Halbtrocken- und Trockenrasen sowie Ruderalstellen und Brachen auf sauren Standorten. Sie gedeiht auf trockenen, nährstoffarmen und basenarmen, sauren, humus- und feinerdearmen Sand- oder Steingrusböden. Sie ist eine Charakterart des Airetum praecocis aus dem Verband Thero-Airion. In der Schweiz war sie nur aus dem Kanton Wallis bei Sitten und St. Léonard beobachtet worden. Sie ist dort vom "Aussterben bedroht".

## Taxonomie
Die Frühe Haferschmiele wurde 1753 von Carl von Linné in Species Plantarum Band 1, Seite 65 als Aira praecox erstbeschrieben.